# Raffaele Ferlotti
Raffaele Ferlotti (27 février 1819 — 11 novembre 1891) est un baryton italien chanteur d'opéra dont la carrière s'étend des années 1830 aux années 1860. Il a chanté dans la plupart des grands opéras italiens dont La Scala et a créé des rôles lors de plusieurs premières mondiales d'opéra. Sur la scène internationale, il a chanté en Autriche, au Royaume-Uni, en France et en Espagne.

## Biographie
Né à Bologne, Raffaele Ferlotti est le fils du chorégraphe Nicola Ferlotti et de la ballerine Paola Scutelari. Sa sœur ainée est la soprano Santina Ferlotti-Sangiorgi.
La première apparition sur scène de Ferlotti en tant que soliste se passe lors d'un concert à Ravenne en 1835. Il apparait la même année au Teatro Comunale de Faenza dans le rôle de Bartolomeo dans Il furioso all'isola di San Domingo (en) de Gaetano Donizetti.
Il est souvent invité à se produire dans les grands opéras d'Italie. En 1836 il chante au Teatro Comunale di Bologna le rôle de Tartufo dans Clotilde de Carlo Coccia. Il revient chanter à Bologne en 1842 le rôle-titre de Corrado d'Altamura de Federico Ricci.
En 1838 il fait ses débuts au Teatro Regio di Parma dans le rôle d'Israele dans Marino Faliero de Donizetti. En 1841 il y chante le rôle d'Enrico Ashton dans Lucia di Lammermoor de Donizetti avec Teresa De Giuli-Borsi dans le rôle-titre.
Il apparait aussi à Parme en 1842 pour chanter les personnages de Contareno dans Antonio Foscarini d’Henri Cohen, de Don Alfonso d'Este dans Lucrezia Borgia de Donizetti et de Publio dans La vestale (en) de Saverio Mercadante.
En 1840 Ferlotti arrive à La Fenice dans le rôle d'Assur dans Semiramide de Gioacchino Rossini, du Comte de Vergy dans Gemma di Vergy de Donizetti, de Giorgio Talbot dans Maria Stuarda de Guido della Torre et dans Ida della Torre d'Alessandro Nini.
Le 5 septembre 1840 il fait ses débuts à La Scala avec le personnage du Cavaliere di Belfiore lors de la première mondiale d’Un giorno di regno de Giuseppe Verdi. Bien que cette représentation soit un échec, il chante deux autres rôles à La Scala l'année suivante avec plus de succès : Briano dans Il templario de Otto Nicolai et Ernesto dans Il pirata de Vincenzo Bellini. Il chante plusieurs autres fois à La Scala durant sa carrière, en particulier lors des premières mondiales d’Il contadino d'Agleiate de Temistocle Solera (1841), d'Ildegondo e Rizzario d'Achille Graffigna (en) (1841), de L'ebrea de Giovanni Pacini (Ruggero, 1844), de Sofonisba de Luigi Petrali (en) (1844) et d'autres rôles comme ceux du Comte de Vergy (1842) et d'Ernesto Malcolm dans Maria, regina d'Inghilterra (en) de Giovanni Pacini (1843).
En 1845 Ferlotti chante dans des opéras de Verdi et de Donizetti au Teatro Real de Madrid. En 1848 il est invité au Teatro di San Carlo de Naples pour chanter Don Alfonso d'Este, Israele et le rôle-titre dans Nabucco de Verdi. Il chante de nouveau en 1849 à Naples le rôle de Don Alfonso d'Este et en 1850 le rôle de Severo dans Poliuto de Donizetti. En 1855 il interprète Miller dans Luisa Miller de Verdi au Teatro Argentina à Rome. En 1858-1859 il est engagé au Liceu à Barcelone.
Il chante également comme invité à l'Opéra de Paris, au Royal Opera House de Londres et au Vienna State Opera.
Après avoir pris sa retraite de la scène au début des années 1860 il enseigne le chant à Bologne dans une école qu'il a fondé avec sa sœur vers 1850. Il meurt à Bologne en 1891 à l'âge de 72 ans.

## Sources
- (en) Cet article est partiellement ou en totalité issu de l’article de Wikipédia en anglais intitulé « Raffaele Ferlotti » (voir la liste des auteurs).